# Onthophagus taiwanus
Onthophagus taiwanus es una especie de insecto del género Onthophagus, familia Scarabaeidae, orden Coleoptera.
Fue descrita científicamente por Nomura en 1973.